# Плімптонвілл (Пенсільванія)
Плімптонвілл (англ. Plymptonville) — переписна місцевість (CDP) в США, в окрузі Клірфілд штату Пенсільванія. Населення — 972 особи (2020).

## Географія
Плімптонвілл розташований за координатами 41°2′37″ пн. ш. 78°27′3″ зх. д. / 41.04361° пн. ш. 78.45083° зх. д. (41.043599, -78.450780).  За даними Бюро перепису населення США в 2010 році переписна місцевість мала площу 3,38 км², з яких 3,36 км² — суходіл та 0,01 км² — водойми.

## Демографія
Згідно з переписом 2010 року, у переписній місцевості мешкала 981 особа в 437 домогосподарствах у складі 270 родин. Густота населення становила 291 особа/км².  Було 485 помешкань (144/км²).
Расовий склад населення:
| - 98,3 % — білих - 0,5 % — чорних або афроамериканців - 0,3 % — азіатів - 0,1 % — корінних американців |

До двох чи більше рас належало 0,7 %. Частка іспаномовних становила 0,3 % від усіх жителів.
За віковим діапазоном населення розподілялося таким чином: 19,6 % — особи молодші 18 років, 61,0 % — особи у віці 18—64 років, 19,4 % — особи у віці 65 років та старші. Медіана віку мешканця становила 43,7 року. На 100 осіб жіночої статі у переписній місцевості припадало 97,8 чоловіків;  на 100 жінок у віці від 18 років та старших — 94,8 чоловіків також старших 18 років.
Середній дохід на одне домашнє господарство  становив 55 483 долари США (медіана — 44 722), а середній дохід на одну сім'ю — 68 387 доларів (медіана — 56 458). Медіана доходів становила 30 461 долар для чоловіків та 23 464 долари для жінок. За межею бідності перебувало 9,6 % осіб, у тому числі 6,8 % дітей у віці до 18 років та 8,7 % осіб у віці 65 років та старших.
Цивільне працевлаштоване населення становило 612 осіб. Основні галузі зайнятості: освіта, охорона здоров'я та соціальна допомога — 36,6 %, виробництво — 16,2 %, роздрібна торгівля — 9,6 %, публічна адміністрація — 8,2 %.